# 威廉·亨利·史密斯
海軍上將威廉·亨利·史密斯，KFM，DCL，FRS，FRAS，FRGS，FSA（英語：William Henry Smyth，1788年1月21日—1865年9月8日），英國海軍軍官、水文地理學家、天文學家與錢幣學家。他最著名的事蹟是參與許多早期學術團體，貢獻他的水文地理圖、天文學研究成果與廣泛的出版著作與翻譯。

### 開放文獻
本條目是從已進入公有領域的出版品所整合而來：. . London: Smith, Elder & Co. 1885–1900. 

## 外部連結
- Obituary （页面存档备份，存于） in Monthly Notices of the Royal Astronomical Society Vol XXVI (November 1865 to June 1866) pp. 121–129
- Biography and collection of Smyth-related materials
- 威廉·亨利·史密斯的作品  - 古騰堡計劃